# ستيركويلينوس
في الأساطير الرومانية، كان ستيركويلينوس -المدعو أيضا ستيركوتوس وستيركوليوس - إله الرائحة. ربما كان معادلا لبيكومنوس. تسميه موسوعة لاروس للأساطير باسم ستركوتيوس، وهو اسم مستعار لزحل، والذي يستخدم هذا الأخير للإشراف على تسميد الحقول.

ويأتي اسم ستركويلينوس من الكلمة اللاتينية Stercus التي تعن «سماد». غُيِّر اسمه تفاديا للبس. كانت حضارة الرومان الأولى حضارة زراعية، ومن الناحية الوظيفية كان معظم آلهتهم الأصلية -مقابل الآلهة اللاحقة التي تكيفت مع القوالب النمطية اليونانية- ذات طبيعة ريفية مع شخصيات مثل بومونا، سيريس، فلورا، ديا ديا؛ لذلك كان من المحتمل وجود إله يشرف على أساسيات الإخصاب العضوي. قام ستيركويلينوس بتدريس استخدام السماد في العمليات الزراعية. لم يكن الإله الوحيد من البراز وحده؛ كما في الصرف الصحي. شرح الكُتّاب الحديثون في وقت لاحق أهمية ستركويلينوس/ستركوليوس وغيرها من الآلهة «الأرضية» في العصور القديمة، وفي بعض الأحيان باستهجان أخلاقي. وقد ذكر ذلك أحد محرري كتاب موسوعة النباتات الذي نشر في عام 1836.
ستركليوس كان إله المرحاض من براز ستركيروس وقد لاحظ أحد الكتاب الفرنسيين بشكل جيد أن الرومان، في جنون الوثنية، انتهوا بتلويه الأشياء غير المتواضعة والأعمال الأكثر إثارة للاشمئزاز. كان لديهم الآلهة ستركوليوس كريبيتوس بريابوس والإلهات كاكا، بيرتوندا، & c، &c.